# 运女河
运女河，位于中国山东省西南部和江苏省北部，是陶沟河左岸支流，发源于山东省苍山县兰陵镇东北沈家坊前北坡地，西南流经江苏省邳州市西北的邢楼镇，最后在丁桥村汇入陶沟河。全长27.8公里，流域面积200平方公里。